# Хелен
Хелен е прорицател от древногръцката митология. Участва в Троянската война. Син е на троянския цар Приам и неговата жена – Хекуба и брат близнак на пророчицата Касандра. Наричан е още и Скамандър. Също както сестра си, Хелен винаги предсказва правилно, но за разлика от нея, на него му вярват.
И Хелен, и Касандра се опитват да отклонят Парис от идеята му да отвлече хубавата Елена, тъй като знаят какви бедствия ще донесе този брак на Троя. Хелен неведнъж дава на Хектор съвети, в които той охотно се вслушва.
По време на Троянската война, след смъртта на брат си Парис, Хелен се съревновава с другия си брат Дейфоб за сърцето на хубавата Елена, но тя избира Дейфоб. Недоволен от загубата си, Хелен се оттегля в планината Ида. Прорицателят на гърците Калхант казва, че Хелен знае пророчество, предсказващо падането на Троя. След като научават това, гърците организират отвличането му. Одисей го намира в планината Ида и го пленява. Принуден е да каже на гърците как могат да превземат Троя. Казва им, че могат да победят, ако откраднат троянския Паладиум (свещена статуя), донесат костите на Пелопс в Троя и убедят Неоптолем (сина на Ахил от Дейдамея) и изоставения на остров Лемнос Филоктет (който притежава лъка и стрелите на Херакъл) да се присъединят към гърците във войната.
След края на войната Неоптолем взел Андромаха за жена, а Хелен за роб. Неоптолем и Орест имали стара вражда помежду си, защото Менелай обещал дъщеря си Хермиона на Орест, а после искал тя да се омъжи за Неоптолем. След битка помежду им, Неоптолем е убит. Тогава Хелен се оженил за Андромаха и двамата управлявали Епир до края на живота си.